# Record du Maroc de natation messieurs du 100 mètres 4 nages
Cet article présente l'évolution du record du Maroc de natation messieurs du 100 mètres 4 nages. Cette course n'existe qu'en bassin de 25 mètres.

## Bassin de 25 mètres
| Temps   | Athlète      | Naissance | Âge | Club   | Compétition               | Lieu    | Date         |
| ------- | ------------ | --------- | --- | ------ | ------------------------- | ------- | ------------ |
| 57 s 95 | Amine Kouame | 1986      | 23  | US Fès | Championnats du Maroc     | Tétouan | 28 mars 2009 |
| 57 s 34 | Amine Kouame | 1986      | 25  | US Fès | Championnats du Maroc (f) | Meknès  | 8 avril 2011 |